# Adrian Smith + Gordon Gill Architecture
Adrian Smith + Gordon Gill Architecture (AS+GG) — архитектурная и дизайнерская фирма, расположенная в Чикаго, занимается проектированием и разработкой энергоэффективной и устойчивой архитектуры. AS+GG проектирует здания, города, генеральные планы и их компоненты. Компания создаёт проекты объектов строительства по всему миру. Основными видами использования этих конструкций являются следующие направления: гражданское, коммерческое, культурное, гостеприимное, жилое и смешанное использование. AS+GG также специализируется на высотных небоскрёбах, таких как Башня Джидда, которая превзойдёт Бурдж-Халифа как самое высокое здание в мире, когда оно будет завершено в 2028 году, по заявлениям компании подрядчика.

## История
AS+GG была основана в Чикаго в 2006 году Адрианом Смитом, Гордоном Джиллом и Робертом Форестом после того, как они покинули чикагский офис Skidmore, Owings & Merrill (SOM). Основываясь на своём опыте в крупных проектах смешанного назначения, AS+GG фокусируется на разработке высокопроизводительной, энергоэффективной и устойчивой архитектуры в международном масштабе. «Сейчас мы пытаемся спроектировать здание как транспортное средство или судно, которое потребляет меньше энергии, а также добывает свободную энергию, которая доступна», — пояснил Смит в интервью с историком архитектуры Джудит Дюпре, — «и это создаёт новую эстетично для нас».
Широко сообщалось об уходе Адриана Смита из SOM. На момент его отъезда Смит имел несколько проектов, которые ещё находились в стадии разработки в SOM, включая Бурдж-Халифа, Дубай, Бродгейт-Тауэр, Лондон, Англия и Международная гостиница и башня Трампа, Чикаго, а также с Гордоном Гиллом и Робертом Форестом: гренландский Финансовый центр Наньцзин-Гринлэнд, Нанкин, Китай. Гордон, в то время как в SOM, разработал отмеченный наградами Конференц-центр Вирджиния-Бич, Вирджиния-Бич, штат Вирджиния. Он также спроектировал башню Перл-Ривер, Гуанчжоу, Китай, и Роберт также работал над этим проектом.
Хотя у стартапа были некоторые трудные моменты (Смиту пришлось заплатить 250 000 $ в качестве зарплат из своего кармана), у компании был заказ по крайней мере для одного новаторского здания, и вместо SOM была выбрана AS+GG, Норман Фостер, Уильям Аткинс и Хельмут Ян для проектирования и строительства штаб-квартиры в Масдаре, городе с нулевыми затратами энергии и нулевыми выбросами углерода в Объединённых Арабских Эмиратах.
AS+GG значительно выросла с момента её основания в ноябре 2006 года, и в ней было всего 7 сотрудников. Через год в фирме работало 35 человек. По состоянию на апрель 2008 года в AS+GG было более 70 сотрудников, а в декабре 2008 года общее количество сотрудников составило 185. Фирма достигла пика около 200 сотрудников в 2009 году, когда им пришлось уволить сорок сотрудников 28 февраля и ещё 40 человек 6 марта того же года. Фирма наняла других известных дизайнеров из ведущих чикагских фирм, но продолжала увольнять каждый год, начиная с 2008 года.
Компания конкурирует с компаниями Atkins, Foster + Partners, Kohn Pedersen Fox («Кон Педерсен Фокс») и Skidmore, Owings & Merrill.

## Значимые проекты

### Jeddah Tower
Башня Джидда высотой более 1000 м и общей площадью застройки 530 000 м² станет центральным звеном и первым этапом строительства в Джидде, Саудовская Аравия, стоимостью 20 млрд долларов возле Красного моря. В 2011 году AS+GG выиграла международный конкурс дизайнеров среди финалистов Skidmore, Owings & Merrill, Pelli Clarke Pelli Architects, Кон Педерсен Фокс Ассошиэйтс, Foster + Partners и Пикард Чилтон.

### Ухань-Гринлэнд-Сентер
Когда строительство будет завершено в 2017 году, Ухань-Гринлэнд-Сентер, вероятно, станет третьим по высоте зданием Китая и четвёртым по высоте в мире, высотой 606 метров. В 120-этажной башне в Ухане, Китай, будут офисы, роскошные апартаменты и кондоминиумы, пятизвёздочный отель площадью 45 000 м² и частный клуб высотой 27 000 м² с видом на пентхаус башни. Ухань-Гринлэнд-Сентер также имеет обтекаемую форму, которая сочетает в себе три основных концепции формирования — конусообразное тело, мягко скруглённые углы и куполообразную верхнюю часть — для снижения сопротивления ветра и вихревого воздействия, которое накапливается вокруг опорных башен.

### План декарбонизации центрального района Чикаго
Этот отмеченный наградами план декарбонизации направлен на снижение воздействие на окружающую среду и выбросы углерода в центре Чикаго, а также улучшение общего качества жизни в городской среде. План представляет собой начальный процесс для поддержания экономической и культурной жизнеспособности городского ядра с точки зрения энергии и углерода. Необходимая жизнеспособность городов и городской жизни является основным принципом в долгосрочной идее, рост населения может продолжаться без его негативного воздействия на окружающую среду, становясь вредным для планеты в форме глобального потепления.

### Озеленение Уиллис-тауэр
Уиллис-тауэр на 110 уровнях является вторым самым высоким зданием в Западном полушарии. В 2008 году владельцы башни выбрали AS+GG для модернизации здания. При реализации проекта в здании будут проведены текущие ремонтные работы и новые дополнения, включая перепланировку здания, обновлённое освещение, добавление зелёных крыш и фотоэлектрических решёток на крыше, капитальный ремонт механического завода и включение ветряных турбин в качестве источника энергии.

### Дубай
Основная статья: Джумейра-Гарден-Сити
1 Дубай, представляет собой комплекс из трёх башен в Дубае и является частью Джумейра-Гарден-Сити от Meraas Development. Высота каждой башни составляет 600 метров. В 2008 году AS+GG победили Skidmore, Owings & Merrill, Pelli Clarke Pelli Architects, Кон Педерсен Фокс Ассошиэйтс и Atkins с массивным дизайном в 1200,00 см² трёх башен, соединённых небесными мостами.

### ЭКСПО 2017
Компания AS+GG разработала участок площадью 173 га для выставки ЭКСПО 2017, которая проходила с 10 июня по 10 сентября 2017 года в Астане, Казахстан. Основной темой ЭКСПО была «Энергия будущего», что нашло отражение в концепции футуристического дизайна AS+GG с изображением стеклянного шара на волнистом остеклённом подиуме.

## Награды
- 2008 — Награда «Cityscape Architectural Award», за лучший экологический проект, штаб-квартира Масдар.
- 2008 — Награда архитектора Ближнего Востока, Зелёный проект года, штаб-квартира Масдар.
- 2008 — Construction Weekly Awards, Премия за устойчивый дизайн, штаб-квартира Масдар.
- 2008 — Премия Arabian Property Awards на Ближнем Востоке, награда за лучшее зелёное строительство, экологичные дома и офисы.
- 2008 — Арабская награда «CNBC Property Awards», Премия за лучшую архитектуру, Зелёные резиденции.